# Исток (приток Клязьмы)
Исток (Деев Исток) — река в России, протекает в Вязниковском районе Владимирской области. Устье реки находится в 79 км по левому берегу реки Клязьма. Длина реки составляет 16 км, площадь водосборного бассейна — 149 км².
Река берёт начало в болотах около деревни Бурино близ границы с Ивановской областью в 17 км к северо-востоку от города Вязники. Река течёт на юг, русло сильно извилистое. Верхнее течение проходит по заболоченному лесу, в нижнем течении на реке деревни Федорково, Заборочье и Малые Удолы. Между Федорковым и Заборочьем принимает слева крупнейший приток — Кшарский Исток, в нижнем течении в реку впадают протоки из озёр Семахро и Удольское. Сама река протекает перед впадением озеро Долгое. Впадает в Клязьму чуть ниже города Вязники.

## Данные водного реестра
По данным государственного водного реестра России относится к Окскому бассейновому округу, водохозяйственный участок реки — Клязьма от города Ковров и до устья, без реки Уводь, речной подбассейн реки — бассейны притоков Оки от Мокши до впадения в Волгу. Речной бассейн реки — Ока.
Код объекта в государственном водном реестре — 09010301112110000033563.